# Kraina władcy kamienia
Kraina władcy kamienia (ros. Оператор Кыпс в царстве камней, est. Operaator Kõps kiviriigis) – radziecki krótkometrażowy popularnonaukowy film lalkowy z 1968 roku w reżyserii Heino Parsa.

## Fabuła
Sławny operator filmowy Kyps wędruje tym razem z kamerą poprzez podziemne groty, utrwalając na taśmie piękno niecodziennych w kształcie kamieni i kryształów. Kraina władcy kamienia przedstawia budowę geologiczną skał, które powstały miliony lat temu.

## Lista filmów z serii
Kraina władcy kamienia (1968) – jest czwartym i ostatnim filmem krótkometrażowym z serii. Wcześniej Heino Pars wyreżyserował trzy filmy lalkowe o przygodach operatora Kypsa (Klapsa).
- 1964: Operator Klaps w królestwie grzybów (ros. «Оператор Кыпс в стране грибов» / est. Operaator Kõps seeneriigis)
- 1965: (ros. «Новые приключения оператора Кыпса» / est. Operaator Kõps marjariigis)
- 1966: (ros. «Оператор Кыпс на необитаемом острове» / est. Operaator Kõps üksikul saarel)

## Nagrody
- 1969: Dyplom za najlepszy film popularno-naukowy dla dzieci na Festiwalu Filmowym Krajów Bałtyckich, Białorusi i Mołdawii (ZSRR)